# Scott Hall
Scott Oliver Hall (Condado de Saint Mary, Maryland, 20 de octubre de 1958-Marietta, Georgia, 14 de marzo de 2022) fue un luchador profesional estadounidense. Se le conoció mejor por haber trabajado para la empresa World Wrestling Federation (WWF, ahora WWE) como Razor Ramon y en World Championship Wrestling (WCW) como Scott Hall. Hall es ampliamente considerado como uno de los mayores Campeones Intercontinentales de todos los tiempos. En el curso de su carrera, que abarcó más de dos décadas, luchó para la American Wrestling Association (AWA), National Wrestling Alliance (NWA), Total Nonstop Action Wrestling (TNA), World Championship Wrestling (WCW), Extreme Championship Wrestling (ECW) y la World Wrestling Federation (WWF).
Entre sus logros destacables en su carrera son sus 4 reinados como Campeón Intercontinental de la WWF, 2 reinados como Campeón de los Estados Unidos de la WCW, 1 reinado como Campeón Mundial de la Televisión de la WCW y sus 9 reinados como campeón mundial en parejas, 7 reinados como Campeón Mundial en Parejas de la WCW, 1 reinado como Campeonato Mundial en Parejas de la TNA y 1 reinado como Campeonato Mundial en Parejas de la AWA. Además, en el 2014 fue incluido en el Salón de la Fama de la WWE como Razor Ramon y en el 2020 fue incluido en el Salón de la Fama de la WWE por segunda vez por ser miembro de New World Order bajo su nombre real.

## Infancia
Scott Oliver Hall nació el 20 de octubre de 1958 en el Condado de Saint Mary, Maryland, Estados Unidos, 70 millas al sur de Washington D. C.. Creció como un mocoso del ejército (hijo de personal militar retirado o en servicio) y se mudaba una vez al año antes de que cumpliera 15 años de edad. Asistió a la escuela secundaria en Múnich, Alemania Occidental.

## Carrera

### Inicios (1984–1985)
Comenzó su carrera en 1984 en Championship Wrestling from Florida (CWF), donde tuvo un feudo con Dusty Rhodes. Mientras luchaba para Jim Crockett Promotions como parte de National Wrestling Alliance (NWA) en 1984 y 1985,  formó un grupo Dan Spivey, y juntos fueron conocidos como American Starship ("Starship Coyote" y "Starship Eagle", respectivamente). A pesar de no tener mucho éxito, Hall y Spivey tuvieron varias oportunidades por los campeonatos en pareja, los cuales no pudieron conseguir.

### American Wrestling Association (1985–1989)
En 1985 comenzó a trabajar para American Wrestling Association (AWA), donde fue conocido como "Magnum" Scott Hall y posteriormente "Big" Scott Hall. Allí recibió un gran push ya que Verne Gagne, propietario y promotor de AWA, quería a un luchador similar a Hulk Hogan, quien acababa de regresar a World Wrestling Federation de Vince McMahon.
A principios de 1986 empezó a formar pareja con Curt Hennig, con quien ganó el Campeonato Mundial en Parejas de la AWA. Tras retener el título frente a "Playboy" Buddy Rose y "Pretty Boy" Doug Somers, Konga the Barbarian y Boris Zhukov, y Bill y Scott Irwin, Hall y Henning perdieron los campeonatos frente a Buddy Rose y Doug Somers. Después de perder el campeonato en parejas, Hall comenzó a participar en combates por el Campeonato Mundial de la AWA frente a Stan Hansen y Rick Martel, pero nunca consiguió el campeonato. Como resultado de su fracaso como luchador individual, Hall abandonó AWA para irse a National Wrestling Alliance en 1989.

### World Wrestling Federation (1987, 1990)
Un poco más de dos años después de haber recibido una prueba de competencias físicas en un house show en agosto de 1987, En 1990, Hall recibió otra prueba durante una grabación de WWF Wrestling Challenge realizada en Fort Myers, Florida. En el evento, Hall fue derrotado por Paul Roma y no firmó con la empresa.

### National Wrestling Alliance (1989-1990)
Volvió al territorio de NWA, World Championship Wrestling (WCW) gracias a Jim Ross en 1989, como parte de la iniciativa de NWA para desarrollar nuevas estrellas jóvenes (incluyendo Brian Pillman y Sid Vicious). Participó en su primer y único PPV The Great American Bash: The Glory Days, donde participó en un King of the Hill battle royal. Tras eso, fue usado como jobber hasta que abandonó la empresa.

### Regreso a WCW (1991–1992)
Regresó a WCW en 1991. Apareció con un nuevo gimmick llamado The Diamond Studd, similar al personaje que usaba Rick Rude, siendo ambos vanidosos e invitaban a mujeres atractivas al ring. Tuvo como mánager a Diamond Dallas Page. Su primera lucha fue un squash contra Tommy Rich el 14 de junio en Clash of the Champions. Tras esto, derrotó a Tom Zenk en The Great American Bash.
En sus primeros meses en WCW, tuvo un gran push, pero a finales de año, su ascenso fue disminuyendo. En Clash of the Champions el 2 de septiembre, perdió ante Ron Simmons. En Halloween Havoc 1991, el equipo de Studd, Abdullah the Butcher, Cactus Jack & Big Van Vader perdieron ante el de Sting, El Gigante & The Steiner Brothers en un "Chamber of Horrors Match". El 19 de noviembre en Clash of the Champions, fue derrotado por Zenk en la revancha de The Great American Bash.
En 1992, se alió en varias ocasiones con Vinnie Vegas y Scotty Flamingo, como parte del stable The Diamond Mine, así como con miembros del stable de Paul E. Dangerously, Dangerous Alliance. La idea de incluirle en la Dangerous Alliance fue contemplada, pero la descartaron y Hall dejó la empresa poco después.

### Regreso a WWF (1992–1996)

#### 1992–1993

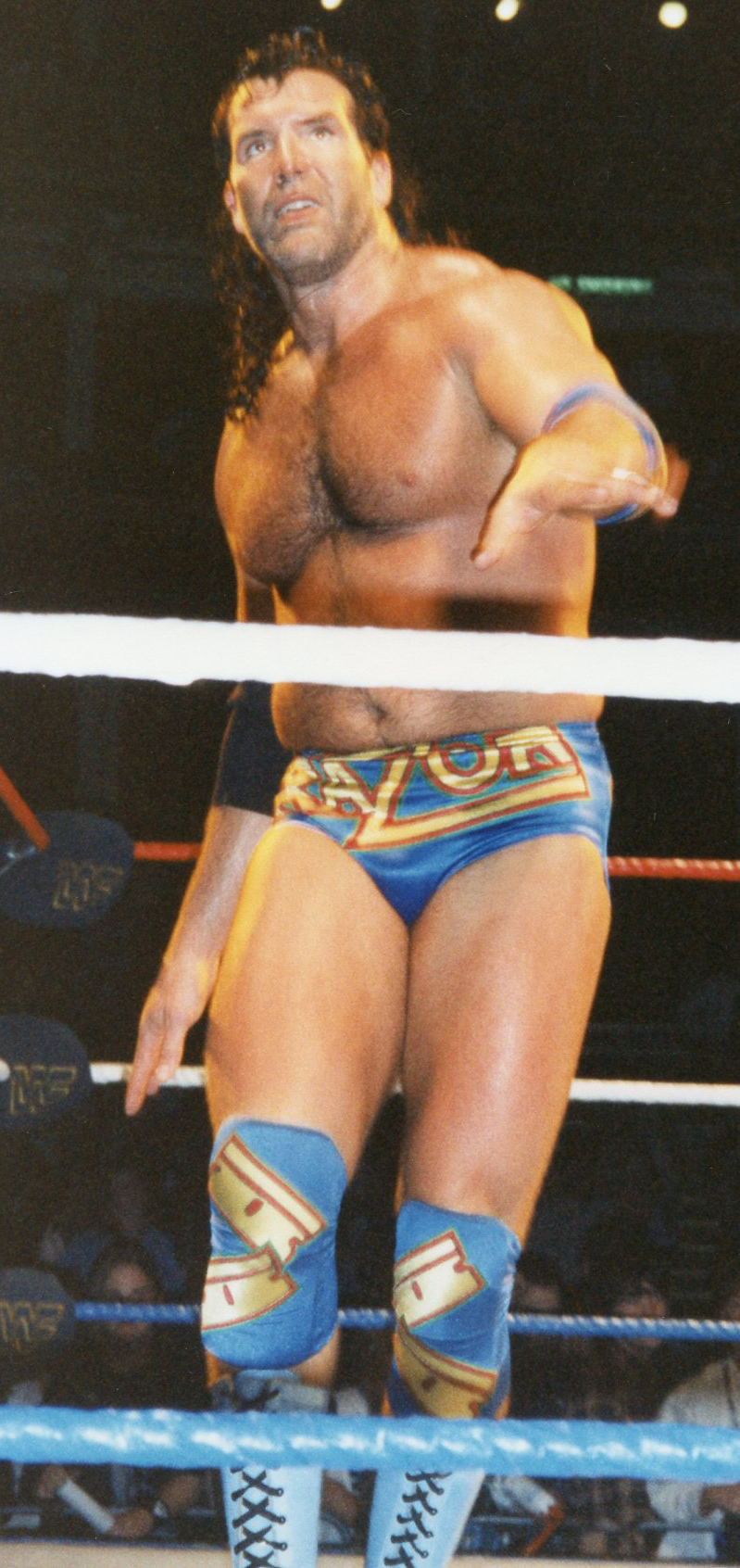
Hall como Razor Ramon.

Se unió a World Wrestling Federation (WWF) en 1992, debutando bajo el gimmick de Razor Ramon, un matón cubano-estadounidense de Miami. El personaje fue creado sobre la base de Tony Montana y Manny Ribera, de Scarface. El apodo de Ramon, The Bad Guy y su frase, "Say hello to The Bad Guy" son derivados de las frases de Montana en la película "Say hello to my little friend" y "Say goodnight to the bad guy").
Más tarde, reconoció que planteó su idea del personaje durante una reunión con Vince McMahon y Pat Patterson, como una broma. dijo frases con acento cubano y les dio ideas para los vídeos que emitirían antes de su debut en la empresa recreando varias situaciones, como conducir un descapotable con asientos de piel de leopardo. A pesar de usar las ideas de la película, dijo que McMahon y Patterson no lo relacionaron y le llamaron "genio". Luego se supo que ninguno de los dos había oído hablar de la película y creyeron que eran ideas de Hall. Ambos le dieron el nombre de "Razor", pero creyeron que sería mejor como apodo. Hall preguntó al luchador hispano Tito Santana para un nombre latino sonoro que empezara con R, sugiriendo Ramon, nombre que llevó a McMahon.
Tras semanas de emitir vídeos para introducirle, debutó el 8 de agosto de 1992 en Superstars, derrotando al jobber local Paul Van Dow con su movimiento final, The Razor's Edge (antes llamado "The Diamond Death Drop" en WCW). Durante su entrada, también llevaba cadenas de oro y, cuando se las daba a algún aficionado, le decía "Si algo les pasa, algo te va a pasar a ti" y lanzaba mondadientes a los asistentes.
El primer ángulo importante en el que fue programado empezó el 14 de septiembre en Prime Time Wrestling, cuando interfirió en un combate por el Campeonato de WWF entre el campeón Randy Savage y Ric Flair, atacando a Savage y permitiendo que Flair ganara el título. Como resultado, ambos empezaron un feudo que más adelante incluiría a The Ultimate Warrior, después de que Warrior salvara a Savage de una paliza de Razor. Razor y Flair pactaron enfrentarse a The Ultimate Maniacs (Savage & Warrior) en Survivor Series. Sin embargo, Warrior fue despedido de WWF antes del evento y fue reemplazado por el aliado de Flair, Mr. Perfect. Razor y Flair perdieron el combate por descalificación, debido a que ambos atacaron a la vez a su contrincante en varias ocasiones.
Como el Campeón de WWF Bret Hart estaba programado para defender su título ante Warrior en Royal Rumble, se eligió a Razor Ramon como su sustituto. Durante el feudo, Razor insultó a Hart y a su familia. Sin embargo, fue derrotado al rendirse cuando Hart le aplicó un Sharpshooter.
Tuvo su primer combate en un WrestleMania en WrestleMania IX, derrotando al antiguo Campeón de WWF Bob Backlund con un roll-up.
Tras esto, derrotó a Tito Santana, clasificándose para el torneo King of the Ring. Sin embargo, perdió en los cuartos de final ante su rival y ganador del torneo Bret Hart.
El 17 de mayo en Monday Night Raw sufrió una inesperada derrota ante el jobber "The Kid" (quien tras eso, fue conocido como "The 1-2-3 Kid"). Debido a esto, empezaron un feudo entre los dos, el cual llegó al torneo King of the Ring, durante el cual Razor empezó un paulatino cambio a face debido al respeto mostrado hacia Kid. Sin embargo, Ted DiBiase no mostró respeto hacia Razor, riéndose de él por haber perdido ante un jobber. El cambio a face de Ramon se completó cuando ayudó a Kid a derrotar a DiBiase. El feudo culminó en SummerSlam, donde Ramon derrotó a DiBiase en el último combate de DiBiase en WWF.

#### 1993–1996
El 4 de octubre de 1993 en Monday Night Raw, se celebró una battle royal de 20 hombres, donde los dos finalistas se enfrentarían la semana siguiente por el vacante Campeonato Intercontinental de la WWF. Razor y Rick Martel fueron los dos últimos luchadores. La semana siguiente, Razón derrotó a Martel, ganando el título.
En Survivor Series, Razor se alió con Marty Jannetty, Randy Savage & The 1-2-3 Kid para enfrentarse a Martel, IRS, Adam Bomb & Diésel. Razor (el capitán del equipo) eliminó al capitán contrario, IRS, al cubrirle tras un Razor's Edge. Sin embargo, Razor fue eliminado por cuenta de fuera cuando IRS le golpeó con su maletín. A pesar de eso, el equipo de Razor ganó el combate. Este ataque hizo que ambos capitanes empezaran un feudo que acabó en Royal Rumble, donde Razor derrotó a IRS.
Durante este tiempo, empezó un pequeño feudo también con el anterior Campeón Intercontinental Shawn Michaels, quien se proclamaba el auténtico campeón. Michaels fue despojado del título después de que no lo defendiera en meses (kayfabe, en realidad, había sido suspendido por la empresa). A su regreso, apareció con su propia versión del título, llamándose campeón, puesto que nadie le había derrotado. El feudo llegó a WrestleMania X, donde Razor derrotó a Michaels en un Ladder match por el control de ambos cinturones, proclamándose campeón indiscutido. El combate fue votado por la revista Pro Wrestling Illustrated como Combate del año. Además, fue la primera lucha de la WWF que recibía la calificación de 5 estrellas por parte de Dave Meltzer en el Wrestling Observer Newsletter. En 2008, WWE.com la colocó en el puesto 5 en los 24 mejores combates de WrestleMania.
Razor continuó su feudo con Michaels y su guardaespaldas Diésel. El 30 de abril en Superstars, perdió el título ante Diésel tras una interferencia de Michaels.

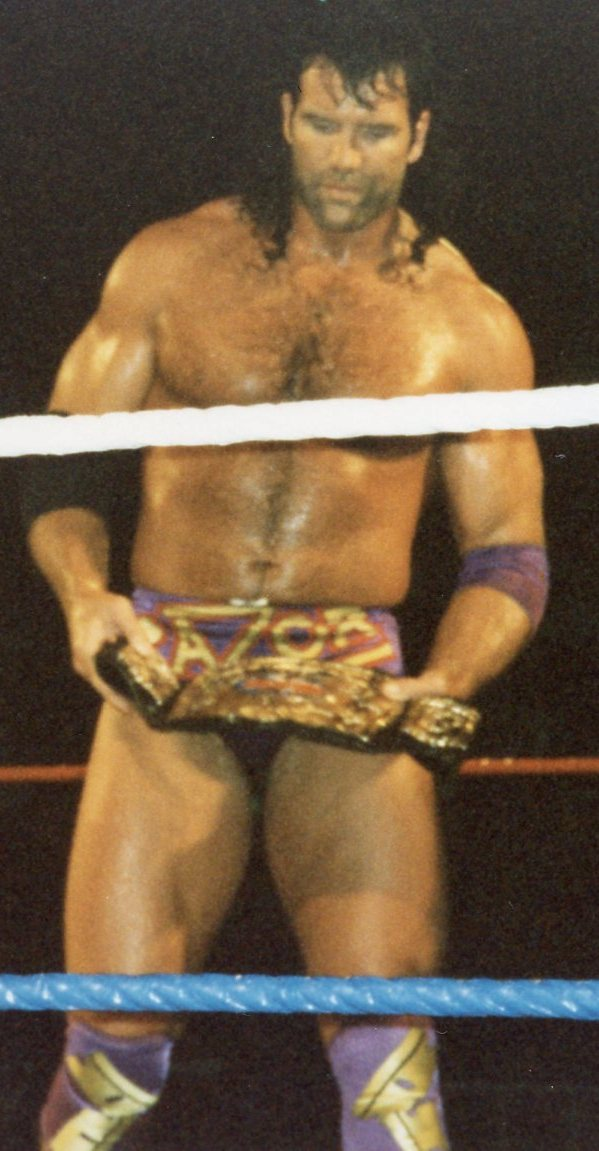
Hall luchando como Razor Ramón.

Razor derrotó a Kwang para clasificarse en el torneo King of the Ring. Derrotó a Bam Bam Bigelow en los cuartos de final y a Irwin R. Schyster en la semifinal, pero fue derrotado en la final por el hermano menor de su antiguo rival, Owen.
En SummerSlam, capturó de nuevo el Campeonato Intercontinental al derrotar a Diésel después de que Michaels, accidentalmente, le golpeara con su Sweet Chin Music. En Survivor Series, capitaneó un equipo, conocido como "The Bad Guys", (Ramón, 1-2-3 Kid, Davey Boy Smith & The Headshrinkers (Fatu & Sione), enfrentándose a The Teamsters (Michaels, Diésel, Owen Hart, Jim Neidhart & Jeff Jarrett), acabando con Ramón como único superviviente de la lucha. Esto hizo que empezara un feudo con Jarrett a lo largo del próximo año.
En Royal Rumble, perdió el título ante Jarrett de forma polémica. Al principio, Jarrett ganó por cuenta de fuera, pero pidió que se reiniciara el combate para ganar el título (en las victorias por cuenta de fuera o descalificación, el título no cambia de manos). Al reiniciarse, Jarrett ganó el título al cubrir a Razor con un "small package". Ambos tuvieron la revancha en WrestleMania XI, ganando por descalificación cuando el mánager de Jeff, The Roadie, interfirió en el combate. Razor derrotó a ambos, Jarrett & The Roadie en In Your House 1 en un combate en desventaja.
El 16 de mayo, se clasificó por tercera vez al King of the Ring al derrotar a Jacob Blu. Razor derrotó a Jarrett en un ladder match en un house show el 19 de mayo, ganando por tercera vez el Campeonato Intercontinental, siendo el primer luchador que lo ganaba tres veces. Tres días después lo perdió ante Jarrett. El 9 de junio, Hall sufrió una lesión en las costillas durante otro ladder match contra Jarrett. Durante este período, hizo una alianza con Savio Vega, siendo Vega su reemplazo en el combate contra Irwin R. Schyster en el torneo Free for All antes de King of the Ring. Razor estuvo con Vega a lo largo del torneo, pero perdió ante Mabel en la final.
Razor & Vega perdieron ante Men on a Mission (Mabel & Mo) en In Your House 2: The Lumberjacks, y perdieron un combate por los Campeonatos en Parejas de la WWF ante Owen Hart and Yokozuna el 7 de agosto en Raw.
En SummerSlam, tuvo un Ladder match por el Campeonato Intercontinental contra Michaels, siendo promocionada como la revancha de WrestleMania. Sin embargo, fue derrotado. Tras esto, empezó un feudo con Dean Douglas. Derrotó a Douglas en In Your House 4 por el Campeonato Intercontinental, e cual había obtenido después de que Michaels se lo diera. Con esto, se convirtió en la primera persona en ganar en cuatro ocasiones el título, hasta que en 1999 fue igualado por Jarrett. A principios de 1996, empezó un feudo con el debutante Goldust, lo que les llevó a un combate por el título en Royal Rumble. Razor perdió el título después de que su antiguo compañero, The 1-2-3 Kid (quien había realizado un cambio a heel), le atacara.
Tras bastidores, Hall formó un grupo de amigos conocidos como The Kliq junto a Kevin Nash (Diésel), Paul Levesque (Hunter Hearst Helmsley), Shawn Michaels y Sean Waltman (The 1-2-3 Kid)). Originalmente, se pactó que Hall se enfrentara a Goldust en WrestleMania XII en la revancha, pero fue suspendido por abuso de drogas. Regresó de su suspensión en abril en In Your House 7, perdiendo ante Vader.
Tras esto, estuvo involucrado en el "The MSG Incident". Hall y Nash iban a dejar WWF para firmar con la empresa rival, WCW. En un house show en el Madison Square Garden, Nash y Hall rompieron el kayfabe y, en el ring, se abrazaron a Michael y Levesque, cuando se suponía que sus personajes eran enemigos y ese abrazo no estaba pactado. Según Hall, fue a WCW no por el dinero, sino porque le ofrecieron días libres.

### Segundo regreso a WCW (1996–2000)

#### 1996-1998
La primera aparición de Scott Hall en el programa de televisión de WCW tras dejar WWF fue una promo no anunciada el 27 de mayo de 1996. Apareció entre el público vestido con ropas de calle, diciendo ser un "outsider." El 10 de junio, se le unió Nash, diciendo hacer una toma hostil a WCW, lanzando al entrevistador Eric Bischoff contra la mesa de comentaristas. El ángulo fue paralelo a la competencia en la vida real entre WWE y WCW.
En Bash at the Beach, Nash & Hall (conocidos como The Outsiders) retaron a Sting, Lex Luger & Randy Savage a un combate de relevos australianos, diciendo tener un compañero misterioso. Cuando llegó el evento, dijeron que su compañero estaba en el edificio, pero no iba a revelarse. Al final del combate, el face Hulk Hogan hizo su aparición, pero realizó un cambio a heel al atacar a Savage, revelándose como el tercer hombre y formando el stable New World Order (nWo). El stable sacudió la empresa, uniéndose a él miembros como Syxx (Sean Waltman) y The Giant.
The Outsiders consiguieron victorias ante el equipo de Sting & Lex Luger en Hog Wild y en los WarGames match de Fall Brawl. En Halloween Havoc derrotaron a Harlem Heat, ganando su primer Campeonato Mundial en Parejas de la WCW. Defendieron los títulos con éxito contra The Nasty Boys y The Faces of Fear en World War 3, y volvieron a retenerlo ante The Faces of Fear en Starrcade.
Perdieron los títulos ante The Steiner Brothers el 25 de enero de 1997 en Shouled Out, pero los recuperaron dos días después en Nitro. Eric Bischoff, quien se había unido a nWo y siendo el vicepresidente ejecutivo de WCW usó su poder para regresar los títulos a Hall y Nash, ya que el árbitro que hizo la cuenta no tenía autorización. En SuperBrawl VII lo perdieron ante Lex Luger & The Giant, pero Bischoff volvió a darles los títulos a Hall y Nash porque Luger no estaba médicamente listo para competir. Desde el 24 de febrero al 13 de octubre, retuvieron los títulos ante parejas como The Steiner Brothers, Lex Luger and The Giant y varias combinaciones de The Four Horsemen. Finalmente, en Nitro Hall & Syxx perdieron los títulos ante The Steiners.
Después de que Nash y Syxx tuvieran lesiones, Hall comenzó a luchar individualmente a finales de 1997. Perdió por sumisión ante Lex Luger en Halloween Havoc, con Larry Zbyszko como árbitro. Participó en la 60 man battle royal en World War 3 1997 la cual ganó, consiguiendo una oportunidad al Campeonato Mundial Peso Pesado de la WCW.
El 12 de enero de 1998 en Nitro, The Outsiders ganaron por quinta vez los Campeonatos Mundiales en Parejas al derrotar a The Steiners. Hall peleó contra Larry Zbyszko en Souled Out y perdiendo por descalificación. The Outsiders perdieron los títulos ante The Steiners el 9 de febrero en Nitro. En SuperBrawl VIII, ganaron por sexta vez el campeonato.
En Uncensored, tuvo su combate por el Campeonato Mundial contra Sting, pero fue derrotado a pesar de una interferencia a su favor de Dusty Rhodes.
Tras esto, fue sacado de televisión debido a que entró en rehabilitación por abuso de drogas, después de que él y Nash aparecieran el 16 de marzo de 1998 en Nitro drogados. Mientras Hall estaba en rehabilitación, nWo se separó en dos facciones que empezaron a pelear entre ellas.
En Slamboree, Hall regresó como pareja de Kevin Nash en nWo Wolfpack, defendiendo el título en parejas ante Sting & The Giant. Sin embargo, Hall atacó a Nash, costándole el título y se unió a la acción rival de Hogan, nWo Hollywood.
El 6 de julio en Nitro, fue elegido por Hogan para enfrentarse al Campeón de los Estados Unidos Bill Goldberg. Sin embargo, fue derrotado, dándole a Goldberg una oportunidad al Campeonato Mundial de Hogan esa misma noche, la cual ganó Goldberg. Hogan le echó la culpa a Hall por su derrota y fue tratado como el eslavón débil del grupo, especialmente por Scott Steiner.
El 13 de julio, Hogan retó a Hall a un combate en Nitro. Nash, líder de nWo Wolfpack, interfirió en la lucha. A pesar de atacar a Hogan, Hall atacó a Nash, mostrando su lealtad al grupo. Las semanas siguientes, se burló de Nash, llamándose a sí mismo "Medium Sexy (luego "Super Sexy"), the Nash Killer."
El 20 de julio en Nitro, Hall & The Giant ganaron el Campeonato Mundial en Parejas por sexta vez, al derrotar a Sting & Nash tras una interferencia de Bret Hart (quien tenía un feudo con Sting). Su reinado acabó en Halloween Havoc, cuando Rick Steiner derrotó a The Giant & Scott Steiner (sustituto de Hall) para ganar el título, a pesar de que su compañero Buff Bagwell le traicionó.
Scott Hall (dentro del personaje) empezó a aparecer drogado y borracho, llevando alcohol al ring. Vomitó sobre Bischoff y, en otro vídeo, Nash, Konnan y Lex Luger siguieron a Hall hasta un bar, donde se pelearon.
Hall y Nash se enfrentaron en Halloween Havoc. Después de golpear a Hall con dos Jacknife Powerbombs, Nash abandonó el ring y perdió por cuenta de fuera, siendo descrito por los comentaristas como un acto de piedad.
Hall fue expulsado de nWo a finales de 1998, después de que Scott Steiner tomara el control del grupo en ausencia de Hogan. Siendo apodado como "The Lone Wolf", el 30 de noviembre se pactó un combate contra Steiner & Hogan. A pesar de decir que iba a ir sólo, Nash le ofreció su ayuda, derrotando a Hogan & Steiner. En Starrcade, se disfrazó como un guardia de seguridad y usó una porra eléctrica contra el campeón Mundial Goldberg en su defensa titular ante Nash. No viendo la interferencia, Nash le aplicó su movimiento final a Goldberg y cubrió, ganando el título y rompiendo la racha invicta de 173 victorias de Goldberg.

#### 1999-2000
En enero de 1999, tras dejarse vencer Nash por Hogan, ambas facciones de nWo se unieron. Hall siguió enfrentándose a Goldberg, luchando en un "Ladder Taser match" el 19 de enero en Souled Out. Sin embargo, fue derrotado después de que Goldberg usara la porra eléctrica contra él.
En SuperBrawl IX, derrotó a Roddy Piper por el Campeonato de los Estados Unidos Peso Pesado de la WCW. Sin embargo, sufrió una lesión en el pie que le obligó a dejarlo vacante. Hizo su regreso en octubre de ese año.
El 8 de noviembre en Nitro, derrotó a Goldberg, Bret Hart y Sid Vicious en un Texas Tornado ladder match para conseguir por segunda vez el Campeonato de los Estados Unidos. Dos semanas después, en Mayhem, derrotó a Rick Steiner por abandono, ganando a la vez el Campeonato Mundial Televisivo de la WCW. Esa misma noche, defendió ambos títulos con éxito ante Booker T
Ocho días después, en Nitro, dejó vacante el Campeonato Televisivo arrojándolo a la basura. Poco después sufrió una lesión de rodilla, dejando vacante también el Campeonato de los Estados Unidos. A su regreso, Hall & Nash derrotaron a Bret Hart & Bill Goldberg el 13 de diciembre en Nitro, ganando por sexta vez el Campeonato Mundial en Parejas. Poco después, sufrió otra lesión y el título se quedó vacante.
Después de que nWo regresara en diciembre de 1999, se unió a Nash, Hart, Jarrett y Scott Steiner en un stable llamado "nWo 2000."
Empezó un feudo con el campeón Mundial Sid Vicious y su compañero Jeff Jarrett por el título. En SuperBrawl, Sid retuvo el título en un combate donde Hall y Jarret eran los retadores. Esta fue la última aparición de Scott en WCW, siendo despedido.

### Extreme Championship Wrestling / New Japan Pro Wrestling (2000-2001)
Luchó en dos luchas no televisadas en Extreme Championship Wrestling en 2000, primero contra Big Sal el 10 de noviembre, luego en una lucha en parejas con Jerry Lynn contra Justin Credible y Rhino el 11 de noviembre en una victoria exitosa.
Luego luchó en Japón, así como en algunos shows independientes en los Estados Unidos. En New Japan Pro Wrestling, formó parte de Team 2000, usualmente etiquetando con Masahiro Chono y compañeros exalumnos de WCW Scott Norton o Super J, el ex nWo Sting. Lo más destacado de su tiempo en New Japan fueron las derrotas: una derrota ante All Japan Pro Wrestling (AJPW) Triple Crown Heavyweight Champion Keiji Mutoh y una derrota ante Hiroshi Tanahashi, que era novato en ese momento, tratando de entrar en la división de peso pesado.

### Segundo regreso a WWF/E (2002)
En el episodio del 24 de enero de 2002 de SmackDown! Vince McMahon, copropietario de WWF, declaró que su empresa tenía un "cáncer" y que inyectaría a WWF una "dosis letal de veneno", por lo que ya no tendría que compartir la propiedad de WWF con Ric Flair. Luego reveló que el "veneno" era el NWO, que ayudaría a McMahon a destruir su propia empresa, antes de que nadie más pudiera arruinarla. Seis años después de desertar de la promoción, Hall regresó a WWF el 17 de febrero en el pago por evento No Way Out, y se reunió con Kevin Nash y Hollywood Hogan en un nWo reempaquetado. Más tarde en la noche, nWo atacó a Steve Austin. En el episodio del 4 de marzo de RAW, Hall luchó en su primer combate de WWF desde mayo de 1996, derrotando a Spike Dudley. Después empezó a tener un feudo con Steve Austin el cual culminó en WrestleMania X8. En WrestleMania X8, Hall perdió ante Austin, su primera derrota en WrestleMania. Más tarde en la noche, después de que Hollywood Hulk Hogan perdiera ante The Rock, Hogan procedió a estrechar la mano de The Rock por respeto, dándole la espalda a NWO. Hall y Nash luego intentaron atacar a Hogan y Rock, pero el dúo los despachó rápidamente. Hall y Nash luego reclutaron a X-Pac para NWO en el siguiente episodio de SmackDown!. En el episodio del 25 de marzo de RAW, Hall fue reclutado para la marca Raw con el resto de NWO, como resultado del draft de WWF. Hall luchó y derrotó a Bradshaw en Backlash, después empezó a ser acompañado por X-Pac. A la noche siguiente en Raw, Hall y X-Pac se enfrentaron a Austin y The Big Show, al final del combate The Big Show chokeslamó a Austin y se unió a la NWO.
El 5 de mayo, en un vuelo de regreso de Inglaterra (después de una gira que condujo al pay-per-view de Insurrextion) a los Estados Unidos, apodado retroactivamente "el viaje en avión desde el infierno", Hall se volvió increíblemente intoxicado y no respondió. La última aparición de Hall fue en una pelea de seis hombres con The Big Show y X-Pac contra Steve Austin, Bradshaw y Ric Flair en el episodio del 6 de mayo de RAW, que terminó sin competencia. Hall fue liberado de la promoción al día siguiente debido a problemas en curso derivados de su abuso de sustancias.

### Total Nonstop Action Wrestling (2002, 2004–2005, 2007)
Trabajó para Total Nonstop Action Wrestling brevemente en 2002, apareciendo en su primer evento de pago por evento. El 31 de julio NWATNA PPV, Hall perdió ante Jeff Jarrett en un combate Stretcher. Más tarde se asoció con Sean Waltman cuando hizo su debut en la promoción. El 18 de septiembre NWATNA PPV, Hall y Syxx-Pac compitieron en el Tag Team Gauntlet por el Gold Match, pero no ganaron. El 25 de septiembre NWATNA PPV, Hall y Syxx-Pac derrotaron a Elix Skipper y Brian Lawler. El 23 de octubre NWATNA PPV, Hall derrotó a Jeff Jarrett. El 30 de octubre NWATNA PPV, Hall tuvo una oportunidad en el Campeonato Mundial Peso Pesado de NWA pero perdió ante Ron Killings. Hall dejaría NWATNA después de su combate con Killings.
A finales de 2004, regresó a Total Nonstop Action, junto con Kevin Nash, mientras Total Nonstop Action se preparaba para su primer pago por evento mensual, Victory Road. Hall se unió a Nash y Jeff Jarrett en el establo The Kings of Wrestling. En el episodio del 26 de noviembre de Impact, Hall derrotó a AJ Styles. En Turning Point, The Kings of Wrestling perdió ante Randy Savage, Jeff Hardy y AJ Styles. En el episodio del 24 de diciembre de Impact, Hall interrumpió un "In The Pit with Piper" y se enfrentó a Héctor Garza lo que llevó a un combate una semana después en el episodio del 31 de diciembre de Impact, donde Hall ganó el combate. Hall perdió ante Jeff Hardy en Final Resolution el 16 de enero de 2005. Luego de esto, se tomó un tiempo de descanso.
En el episodio del 1 de noviembre de 2007 de Impact!, Kevin Nash "predijo" que Hall sería el socio misterioso de Sting en Genesis. La semana siguiente, Hall hizo su regreso, rechazando los avances románticos de la esposa de Kurt, Karen, y luego peleando con Kurt Angle en su camerino. Dijo que estaba en Total Nonstop Action únicamente para enfrentarse a Kevin Nash. Hall le preguntó a Nash por qué no estaba allí para ayudarlo en su turbulento pasado, y Kevin Nash respondió que era el resultado de su propia fiesta sin parar y el riesgo de perder a su familia. Hall luego afirmó que todo fue perdonado y los dos se abrazaron en el ring también reveló que no era el socio misterioso de Sting. En el episodio del 15 de noviembre de Impact!, Los forasteros reunidos y Samoa Joe comenzó una enemistad con The Angle Alliance. En el episodio del 29 de noviembre de Impact, Hall y Nash salieron al escenario y aplaudieron a Samoa Joe después de su partido. Estaban programados para competir juntos en Turning Point, pero Hall no se presentó. En Turning Point (2008), Hall y el Insane Clown Posse (ICP) asistieron. Más tarde se reveló que esto se había programado para que ocurriera, ya que Total Nonstop Action le había pedido a ICP que asistiera al evento, pero no sabía que Hall era su invitado.

### World Wrestling Council (2007)
El 13 de julio de 2007 Hall hace su regreso a WWC (empresa en la que había colaborado a principios de los años 90) bajo el nombre de Razor Ramon. Hall participó de los eventos de Aniversario 2007 en el Coliseo de Puerto Rico José M. Agrelot, donde perdió ante Carlito debido a la interferencia de Apolo. Al día siguiente en El Palacio de los Deportes de Mayaguez, Hall se coronó Campeón Universal al vencer a Carlito y Apolo en un Three way dance. El 4 de agosto y 23 de septiembre Hall defiende su título ante Eddie Colon (hermano de Carlito). En el evento Halloween Wrestling Xtravaganza vuelve a defender con éxito el campeonato ante Orlando Colón (primo de Carlito y Eddie). Razor Ramon tenía programado luchar el 14 de diciembre en Ponce y 15 en Caguas pero no se presentó. Hall empezó a tener problemas emocionales, y con la bebida, eventualmente no pudo
competir dejando así la correa su pautado oponente Biggie Size se autoproclamó campeón.

### Juggalo Championship Wrestling (2007–2009)
Hizo su debut en Juggalo Championship Wrestling (JCW) el 12 de agosto de 2007, en  Bloodymania , perdiendo ante JCW Heavyweight Champion Cabo Robinson. En esta lucha, Hall tomó su primera vez bump en chinchetas.
El 6 de octubre de 2007, en "Evansville Invasion", él, el cabo Robinson y Violent J formaron el stable Juggalo World Order (JWO). En 2007  Hallowicked After Party , el 31 de octubre, Shaggy 2 Dope se introdujo como miembro del grupo. Después del evento principal, árbitro invitado especial Nosawa se quitó la camisa del árbitro para revelar que él también era miembro de JWO. En  Bloodymania II, Hall se asoció con Kevin Nash, quien se autoproclamó miembro del grupo. En 2008  Hallowicked After Party, JWO instaló a su miembro más nuevo, 2 Tuff Tony.
El 9 de noviembre, JWO "invadió" Total TV sin escalas de lucha Turning Point PPV, comprando boletos de primera fila para el evento. Promueven su facción mostrando sus camisetas de JWO, antes de ser sacados del edificio. El grupo expresó su interés en "invadir" WWE de 2009 Royal Rumble, pero no pudieron, debido a los compromisos de filmación de Big Money Rustlas en Los Ángeles. También mostraron interés en "invadir" Ring of Honor y Ultimate Fighting Championship.

### Regreso a TNA (2010)
Regreso en TNA IMPACT! el 4 de enero de 2010, formando una alianza con Sean Waltman y Kevin Nash, intentando convencer a Hulk Hogan para que se les uniera, pero no lo lograron. La semana siguiente, la alianza revivida se llamó "The Band".
Luego empezaron un feudo con Beer Money, Inc., ya que en iMPACT del 4 de enero los habían atacado. Se pactó una lucha en génesis contra Beer Money, pero Sean Waltman sustituyó a Hall por sus lesiones. Sin embargo, Beer Money ganó la lucha. En el próximo episodio de Impact! Hulk Hogan, disgustado con las acciones de The Band, hizo que la seguridad retirara a Hall y Sean Waltman de la arena, ya que no estaban bajo contrato con TNA. A pesar de esto, Hall y Syxx-Pac continuaron regresando a Impact! para asaltar a varios luchadores. En el episodio del 4 de febrero, The Band atacó a Kevin Nash. En el episodio del 11 de febrero de Impact! Hall y Waltman atacaron a Kurt Angle hasta que Hulk Hogan hizo el salvamento. En el episodio del 18 de febrero de Impact! Hall y Sean Waltman tuvieron una pelea con Kevin Nash y Eric Young. En el episodio del 25 de febrero de Impact! Hall y Waltman tuvieron una pelea con Kevin Nash y Eric Young en el estacionamiento. En el episodio del 15 de marzo de Impact! Hall derrotó a Kevin Nash en un desafío de 5 minutos por $ 25,000 luego de la interferencia de Sean Waltman. Luego Waltman y Hall empezaron un feudo con Nash & Eric Young, enfrentándose ambos en Destination X, en una lucha por equipos con el futuro TNA de The Band en juego. Durante el combate Nash volvió a ser heel tras traicionar a Eric Young y ayudó a The Band a ganar, ganándoles contratos con TNA.
En el episodio del 29 de marzo de Impact!, The Band perdió un combate en jaula de acero de seis hombres contra Eric Young, Rob Van Dam y Jeff Hardy. En el episodio del 5 de abril de Impact!, The Band interfirió en un partido y atacó tanto al Team 3D como a The Motor City Machine Guns. En el episodio del 12 de abril de Impact!, The Band (Hall, Nash, Waltman) derrotó al Team 3D y Jesse Neal en una Street Fight. Luego empezaron un feudo con Team 3D, enfrentándose Nash & Hall contra ellos en un Steel Cage match en Lockdown, perdiendo The Band. Luego, durante su feudo con Team 3D se les unió Eric Young. El 4 de mayo, en la grabación del episodio del 13 de mayo de Impact!, Hall se asoció con Nash, cobró su contrato "Feast or Fired" y derrotó a Matt Morgan ganando el Campeonato Mundial en Parejas de la TNA. Nash luego declaró a Eric Young un tercio de los campeones, citando la "Regla Freebird". 
En Sacrifice (2010), Hall y Nash derrotaron a Ink Inc. (Jesse Neal y Shannon Moore) para retener los títulos. En el episodio del 10 de junio de Impact!, The Band derrotó a Matt Morgan (solo) para retener sus títulos y esta fue la última aparición de Hall en TNA. El 14 de junio de Impact! The Band fue despojado del Tag Team Championship, debido a problemas legales de la vida real de Hall y el 15 de junio, se anunció que Hall había sido liberado de TNA después de 8 años de trabajar a tiempo parcial para la empresa y posteriormente se retiró de la lucha libre profesional.

### Varias promociones (2010-2016)
El 3 de mayo de 2010, Hall apareció en Continental Championship Wrestling. Él y Sean Waltman acompañaron a Ricky Ortiz al ring para su combate con Navy Seal (que ganó Ortiz). El 8 de enero de 2011, Hall apareció en I Believe in Wrestling en Orlando, hablando sobre su salud antes de traer a Ortiz para su combate con "Hotshot" Mike Reed. El 14 de enero de 2011, Hall dirigió a Ortiz en un espectáculo de Vintage Pro Wrestling, Hall tuvo un impacto que le costó la pelea a Kennedy Kendrick, pero cuando Ortiz continuó golpeando a Kendrick, se revirtió. 
Hall junto con Kevin Nash y Sean Waltman hicieron una aparición en el Encuentro de Juggalos 2011. El 14 de julio de 2012, Hall apareció en Belleview Pro Wrestling, acompañando a su hijo Cody, al ring para su combate contra Josh Hess. El 13 de mayo de 2015, Global Force Wrestling (GFW) anunció a Hall como parte de su lista. Sin embargo, el 18 de mayo de 2015, Hall fue liberado de su contrato con GFW. El 30 de enero de 2016, Hall formó parte de las grabaciones de televisión de la Asociación Mundial de Lucha Libre, que se llevaron a cabo en Epic Studios en Norwich, Inglaterra. Fue transmitido por Mustard TV el 10 de septiembre de 2016.

### Tercer regreso a WWE (2014-2021)
El 24 de marzo de 2014, Razor Ramón fue anunciado como el séptimo y último miembro del Salón de la Fama de WWE de su clase. Fue admitido en Nueva Orleans el 5 de abril, la noche antes de WrestleMania XXX. Shawn Michaels, Triple H, X-Pac y Kevin Nash se unieron a Hall en el escenario después de su discurso, reuniendo a Clique. El material promocional de WWE para el evento se refirió a él únicamente como Razor Ramón, sin mención su trabajo bajo su nombre real. En WrestleMania XXX, como Razor Ramón, apareció en el escenario con los otros miembros del Salón de la Fama de WWE. 
| «El trabajo duro tiene su recompensa. Los sueños se hacen realidad. Los malos tiempos no duran, pero los chicos malos sí. ». —Extracto del discurso de inducción de Hall of Fame de Hall, abril de 2014. |

Hall apareció en el episodio del 11 de agosto de 2014 de RAW por primera vez desde 2002 para reunir al The New World Order con Kevin Nash y Hulk Hogan para celebrar el cumpleaños de Hogan. En el episodio del 19 de enero de 2015 de RAW, Hall apareció con X-Pac y Kevin Nash para reunir a The New World Order, y junto con The APA y The New Age Outlaws confrontaron a The Ascension, que había estado insultando a leyendas en las últimas semanas. 
Los tres miembros originales de la The New World Order se dirigieron al ring en WrestleMania 31 en 2015 para ayudar a Sting en su lucha contra Triple H, quien tenía a D-Generation X ayudando en su nombre. En 2016, Razor Ramón estuvo en el backstage de Wrestlemania 32 celebrando con el nuevo Campeonato Intercontinental Zack Ryder. La noche siguiente en RAW, le pidió a The Miz que le diera una revancha a Zack Ryder por el Campeonato Intercontinental. 
WWE reveló que Scott Hall hará una aparición en RAW 25 Years que tuvo lugar el 22 de enero de 2018. Bajo el truco de Razor Ramón, Hall regresó en un segmento que presenta D-Generation X, The Balor Club y The Revival. Hall también regresó a WWE para el show de RAW Reunion el 22 de julio de 2019. El 9 de diciembre de 2019, se anunció que Hall sería incluido en el Salón de la Fama de la WWE por segunda vez (esta vez con su nombre real en lugar de Razor Ramon), como miembro del The New World Order, junto con "Hollywood" Hulk Hogan, Kevin Nash y Sean Waltman.

## Vida personal
Hall se casó con Dana Lee Burgio en 1990. Se divorciaron en 1998 debido al consumo de drogas de Hall. Volvieron a casarse en 1999 y se divorciaron nuevamente en 2001. Tuvo un hijo (Cody Taylor, nacido en 1991) y una hija (Cassidy Lee, nacida en 1995). Hall se casó con su segunda esposa, Jessica Hart, en 2006. El matrimonio duró solo un año cuando se divorciaron en 2007.

## Muerte
En marzo de 2022, Hall fue hospitalizado tras caerse y romperse la cadera. Después de que Hall se sometiera a una cirugía de cadera, se desprendió un coágulo de sangre, lo que resultó en que sufriera tres ataques cardíacos el 12 de marzo, los cuales provocaron que fuera puesto en soporte vital en el hospital Wellstar Kennestone ubicado en Marietta, Georgia. Le quitaron el soporte vital el 14 de marzo y WWE anunció su muerte más tarde durante el episodio de Raw de ese día con un video tributo.

## Campeonatos y logros
- American Wrestling Association

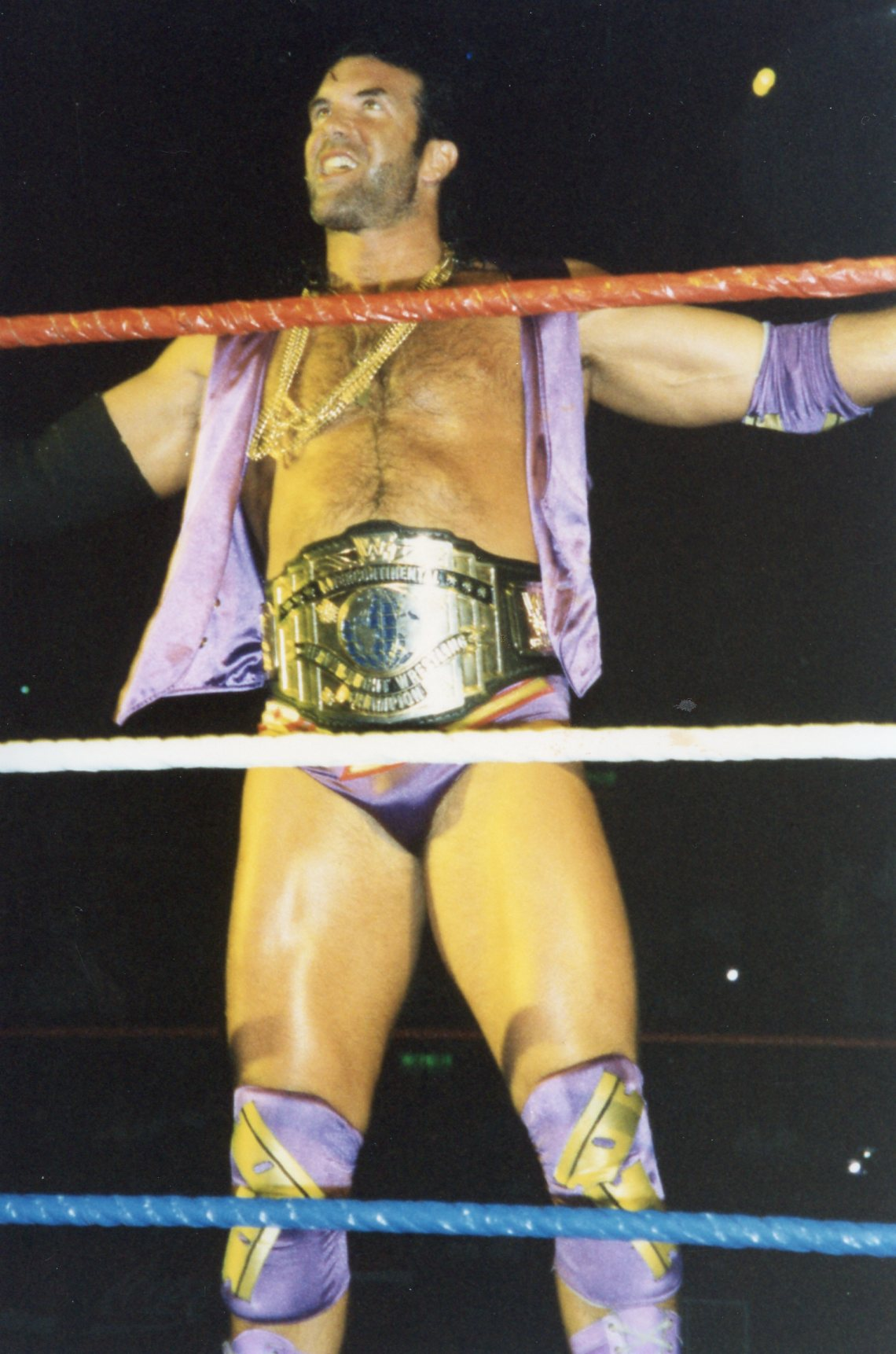
Hall fue Campeón Intercontinental de WWF cuatro veces, un récord anterior para el campeonato.

  - AWA World Tag Team Championship (1 vez) - con Curt Hennig

- Total Nonstop Action Wrestling
  - TNA World Tag Team Championship (1 vez), con Kevin Nash & Eric Young

- United States Wrestling Association
  - USWA Unified World Heavyweight Championship (1 vez)

- World Championship Wrestling
  - WCW United States Heavyweight Championship (2 veces)[95]
  - WCW World Tag Team Championship (7 veces) - con Kevin Nash (6) y The Giant (1)[96]
  - WCW World Television Championship (1 vez)[97]
  - WCW World War 3 (1997)[98]

- World Wrestling Council
  - WWC Caribbean Heavyweight Championship (1 vez)
  - WWC Universal Heavyweight Championship (1 vez)

- DDT Pro-Wrestling
  - DDT Ironman Heavymetalweight Championship (1 vez)

- World Wrestling Federation / WWE
  - WWF Intercontinental Championship (4 veces)
  - WWE Hall of Fame (2 veces)
    - Clase del 2014 - individualmente (como Razor Ramon)
    - Clase del 2020 - por ser miembro de New World Order (bajo su nombre real)

  - Slammy Award (2 veces)
    - Most Spectacular Match (1994) vs. Shawn Michaels in a ladder match at WrestleMania X[99]
    - Match of the Year (1996) vs. Shawn Michaels at SummerSlam[100]

- Wrestling Observer Newsletter
  - Match of the Year (1994) vs. Shawn Michaels in a Ladder match at WrestleMania X
  - Best Gimmick (1996) como miembro del New World Order
  - Most Disgusting Promotional Tactic (1998) WCW explotando su alcoholismo en un  gimmick
  - Lucha 5 estrellas (1994) vs. Shawn Michaels en Wrestlemania X el 20 de marzo

- Pro Wrestling Illustrated
  - Equipo del año (1997) con Kevin Nash (The Outsiders)[101]
  - PWI Luchador que más ha mejorado (1992)
  - PWI Lucha del año (1994) - contra Shawn Michaels
  - Situado en el N.º 76 en los PWI 500 del 1991[102]
  - Situado en el N.º 76 en los PWI 500 del 1992[103]
  - Situado en el N.º 76 en los PWI 500 del 1993[104]
  - Situado en el N.º 7 en los PWI 500 del 1994[105]
  - Situado en el N.º 9 en los PWI 500 del 1995[106]
  - Situado en el N.º 34 en los PWI 500 del 1996[107]
  - Situado en el N.º 25 en los PWI 500 del 1997[108]
  - Situado en el N.º 57 en los PWI 500 del 1998[109]
  - Situado en el N.º 98 en los PWI 500 del 2001[110]
  - Situado en el N.º 59 en los PWI 500 del 2002[111]